# Niederhürxtal
Niederhürxtal ist eine Hofschaft in Halver im Märkischen Kreis, Regierungsbezirk Arnsberg in Nordrhein-Westfalen (Deutschland).

## Lage und Beschreibung
Niederhürxtal liegt auf 363 Meter über Normalnull nördlich des Halveraner Hauptortes im Tal des Schlechtenbachs an dessen Oberlauf. Der Ort ist über eine Zufahrt erreichbar, die bei Oberhürxtal von der Landesstraße L528 abzweigt. Weitere Nachbarorte sind Oberlangenscheid, Dicksiepen und ein Gewerbegebiet des Halveraner Hauptortes.

## Geschichte
Niederhürxtal wurde erstmals 1542 urkundlich erwähnt, die Entstehungszeit der Siedlung wird aber für den Zeitraum zwischen 1200 und 1300 am Ende der mittelalterlichen Rodungsperiode vermutet.
1838 gehörte Niederhürxtal der Gloerfelder Bauerschaft innerhalb der Bürgermeisterei Halver an und wurde zu dieser Zeit Alten-Hürxtal genannt. Der laut der Ortschafts- und Entfernungs-Tabelle des Regierungs-Bezirks Arnsberg als Kotten bezeichnete Ort besaß zu dieser Zeit ein Wohnhaus und zwei landwirtschaftliche Gebäude. Zu dieser Zeit lebten zehn Einwohner im Ort, allesamt evangelischen Glaubens.
Das Gemeindelexikon für die Provinz Westfalen von 1887 gibt eine Zahl von acht Einwohnern an, die in einem Wohnhaus lebten.